# Podróż siódma
Podróż siódma – opowiadanie Stanisława Lema z Ijonem Tichym w roli głównej. Po raz pierwszy wydano je w zbiorze Niezwyciężony i inne opowiadania (1964 r.); od 1966 r. włącznie jest obecne w każdym wydaniu zbioru Dzienniki gwiazdowe.

## Fabuła
Ijon Tichy podróżuje w rakiecie kosmicznej, zmierzając w stronę gwiazdozbioru Cielca. Gdy przelatuje w pobliżu Betelguezy, niewielki meteor uszkadza rakietę w taki sposób, że traci ona możliwość manewrowania.
Tichy próbuje naprawić statek, przekonując się jednak, że nie dokona tego w pojedynkę. W nocy zostaje obudzony przez tajemniczą postać, która próbuje go nakłonić do wspólnej naprawy rakiety. Tichy stopniowo zdaje sobie sprawę, że nocny gość był wersją Tichego, pochodzącą z przyszłości.

## Adaptacje
Podróż siódma stała się podstawą dla:
- niemieckiego filmu krótkometrażowego Aus den Sterntagebüchern des Ijon Tichy (1999) w reżyserii Randy Chahoud, Dennisa Jacobsena i Olivera Jahna[1],
- polskiego filmu krótkometrażowego Pokój (2021) w reżyserii Krzysztofa Jankowskiego; w rolę Tichego wcielił się Wojciech Solarz[2],
- spektaklu teatralnego the 7th voyage of egon tichy (2020) w reżyserii Jonathana Levina; w rolę Egona Tichego wcielił się Joshua William Gelb[3],
- komiksu Podróż siódma (ang. The Seventh Voyage: Star Diaries) amerykańskiego ilustratora, Jona J Mutha[4].